# Multiplicador de força
Um multiplicador de força, em termos militares, é um ou vários atributos que fazem com que uma força seja mais eficaz do que a mesma força sem os mesmos atributos. Por exemplo, se uma determinada tecnologia, como o GPS, faz com que uma força se desloque cinco vezes mais depressa do que uma força sem GPS, então neste caso o multiplicador vale cinco. Tal valor é usado para justificar vários investimentos ou evoluções tecnológicas em forças militares.
Alguns factores podem influenciar outros factores, como por exemplo, o facto de uma força receber um mecanismo tecnológico avançado poderá aumentar a moral, o treino ou preparação, e até a velocidade com que uma força se desloque ou encontre o alvo.
Um multiplicador de força sempre existiu desde quando a humanidade começou a lutar sempre si, mesmo quando o simples facto de tribos rivais da idade do bronze tenham conseguido fazer armas de ferro quando as outras ainda usavam as de bronze.

## Exemplos de multiplicadores de força
- Moral
- Tecnologia
- Factores geográficos
- Clima
- Experiência
- Treino
- Estratégia militar
- Tácticas militares
- Inteligência/espionagem